# Nora Stanton Blatch Barney
Nora Stanton Blatch Barney (ur. 30 września 1883 w Basingstoke, Wielka Brytania, zm. 18 stycznia 1971 w Greenwich, Connecticut, USA) – amerykańska inżynier budownictwa, architektka i sufrażystka. Pierwsza kobieta, która uzyskała tytuł inżyniera w USA.

## Życiorys
Urodziła się jako Nora Stanton Blatch w Basingstoke w 1883. Jej rodzicami byli William Blatch i Harriot Eaton Stanton – pisarka i sufrażystka. Od 1897 studiowała łacinę i matematykę w Horace Mann School w Nowym Jorku, wracając na lato do Wielkiej Brytanii. Rodzina przeprowadziła się do Stanów Zjednoczonych w 1902. Studiowała Inżynierię lądową w Cornell University, który ukończyła w 1905, stając się pierwszą kobietą, która uzyskała tytuł inżyniera w USA. W tym samym roku została zaakceptowana jako młodszy członek American Society of Civil Engineers (ASCE) i rozpoczęła pracę w New York City Board of Water Supply (wodociągach miejskich). Była pierwszą kobietą w ASCE. Jednak w 1916 nie pozwolono jest uzyskać statusu pełnego członka ze względu na płeć. Stało się to dopiero pośmiertnie w 2015
Podobnie jak jej matka i babka Elizabeth Cady Stanton była aktywna w ruchu sufrażystek.
W 1908 wyszła za mąż za wynalazcę Lee De Foresta i pomagała zarządzać jego firmami stworzonymi do promowania wynalazków. Miesiąc miodowy spędzili w Europie, promując urządzenia radiowe. Para rozstała się już rok później głównie dlatego, że De Forest domagał się, by rzuciła pracę zawodową i została gospodynią domową. W czerwcu 1909 urodziła się ich córka Harriot Stanton De Forest. W tym samym roku podjęła pracę w Radley Steel Construction Company. Rozwiedli się w 1911. Po rozwodzie Nora kontynuowała karierę zawodową, pracując dla New York Public Service Commission, a później dla Public Works Administration w Connecticut i Rhode Island jako architekt, inspektor budowlany i projektant konstrukcji stalowych.
W 1919 wyszła za Morgana Barneya konstruktora statków i przeprowadziła się do Greenwich. 12 lipca 1920 urodziła się ich córka Rhoda Barney Jenkins – architektka i działacz społeczny.
Nora nadal działała na rzecz równych praw kobiet. W 1944 napisała książkę World Peace Through a Peoples Parliament. W latach 1944–1971 była deweloperem.